# 85 Virginis
85 Virginis är en vit stjärna i huvudserien i Jungfruns stjärnbild.
Stjärnan har visuell magnitud +6,17 och knappt synlig för blotta ögat vid god seeing. Den befinner sig på ett avstånd av ungefär 345 ljusår.